# 4-Chlor-7-nitrobenzo-2-oxa-1,3-diazol
4-Chlor-7-nitrobenzo-2-oxa-1,3-diazol (NBD-Cl) oder 4-Chlor-7-nitro-2,1,3-benzoxadiazol, manchmal auch 4-Chlor-7-nitrobenzofurazan ist ein Derivatisierungsreagenz für Aminosäuren, Carbonsäuren, Phenole und Thiole. Es wird auch als Tauchreagenz für Dünnschichtchromatographie-Platten verwendet, um besagte Stoffe auf der Platte sichtbar zu machen (mit Natriumacetat-Lösung/NBD-Cl-Lösung).

## Reaktionsverlauf
Die Derivatisierung erfolgt immer am polaren Wasserstoff-Atom.
Pyrithion (als Natrium-Salz auch Natriumomadin), ein Fungizid und Bakterizid, wird zur HPLC-Analyse derivatisiert, da das Pyrithion selbst viel zu polar für eine Analyse auf einer Reversed-Phase-HPLC-Säule (C18) ist und gleich bei der Totzeit des Systems eluieren würde (Ausnahme: Eluent mit Ionenpaarchromatographiereagenz).
Die Detektion erfolgt wahlweise durch UV-Absorption bei 330 nm oder durch UV-Fluoreszenzdetektion mit Anregung bei 337 nm und die Emissionsmessung für Amin-NBD-Derivate bei 464 mn/512 nm. Die Fluoreszenzdetektion ist spezifischer und liefert nicht so viele Interferenzen.